# حول وجح (فرع العدين)

تعديل مصدري - تعديل

حول وجح محلة تابعة لقرية القحاطن، التابعة لعزلة الاهمول بمديرية فرع العدين إحدى مديريات محافظة إب في الجمهورية اليمنية، بلغ تعداد سكانها 202 حسب تعداد اليمن لعام 2004.